# Том Велинг
Томас Џон Патрик Велинг (енгл. Thomas John Patric Welling; Њујорк, 26. април 1977) је амерички глумац, најпознатији по улози Кларка Кента у телевизијској серији Смолвил.

## Породица
Његов отац је пензионисани извршни директор Џенерал Моторса, а његова мајка је инжењер. Има двије старије сестре и млађег брата, Марка. Матурирао је у средњој школи „Окемос“ у Мичигену 1995. године. Умјесто да оде на колеџ, почео је радити као грађевински радник, и живео је са родитељима. Његов таленат је откривен у 21. години, од стране једног модног ловца на таленте, који му је препоручио да постане модел. Послије неколико година и путовања по свијету, схватио је да је глума оно што га највише привлачи.
Оженио се са Џејми Вајт 5. јула 2002. године, у Мартас Вајнјарду (Martha's Vineyard), након трогодишње везе. Тренутно живи у Ванкуверу.

## Први почеци
Са глумом је почео већ у средњошколским представама. Коначно се сели у Лос Анђелес, желећи изградити успјешну филмску каријеру. Публици се први пут представио 2001. године, глумећи супарника Ејми Бренеман у романтичној улози у серији Судија Ејми (Judging Amy). Било је предвиђено да тој серији глуми у само три епизоде, али се након позитивних критика појавио у још шест епизода. Касније се појавио у филмовима као што су Special Unit 2 и Undeclared.

## Велинг као Супермен
Изабран је за улогу Кларка Кента у серији Смолвил (Smallville) након велике потраге за новим лицем, које би тумачило тај лик. Причало се да је два пута одбио улогу, прије него што је на крају прихватио.

## Филмографија

### Телевизијске серије
- Judging Amy (2001) (као Роб Мелцер)
- Special Unit 2 (2001) (као мушка жртва бр.1)
- Undeclared (2001) (као Том)
- Smallville (2001—2011) (као Кларк Кент)

### Филмови
- Што више то боље (Cheaper by the Dozen) (2003) (као Чарли Бејкер)
- Магла (2005) (као Ник Касл)